# Лауберте, Милда
Милда Рудольфовна Лауберте (7 октября 1918, Цесисский район — 19 октября 2009, Рига) — латвийская, ранее советская, шахматистка. Врач. Участница женских чемпионатов мира (в 1937 — 3-4-е, в 1939 — 6-е), чемпионатов СССР (в 1948/1949 — 12-е, в 1950 — 11-12-е, в 1954 — 7-8-е) и командного первенства СССР (1955) — 1-2-е место на 1-й доске. Победительница первенства Латвии (1937) и 11-кратная чемпионка Латвийской ССР (в 1948—1960).